# Мађарска на Зимским олимпијским играма 1992.
Мађарска је учествовала на Зимским олимпијским играма које су одржане 1992. године у Албервилу, Француска. Ово је било шеснаесто учешће мађарских спортиста на зимским олимпијадама. Мађарски спортисти на овој олимпијади нису освојили ниједну олимпијску медаљу, нити олимпијски бод.
На свечаном отварању игара заставу Мађарске је носио Атила Тот. На ову смотру Мађарска је послала укупно 24 такмичара (тринаест мушких такмичара и четрнаест женских такмичарки) који су се такмичили у шест спортова и двадесет девет спортских дисциплина.

## Резултати по спортовима
У табели је приказан успех мађарских спортиста на олимпијади. У загради иза назива спорта је број учесника
Са појачаним бројевима је означен најбољи резултат.
Принцип рачунања олимпијских поена: 1. место – 7 поена, 2. место – 5 поена, 3. место – 4 поена, 4. место – 3 поена, 5. место – 2 поена, 6. место – 1 поен.

| Спортска дисциплина              | Освојено место | Освојено место | Освојено место | Освојено место | Освојено место | Освојено место | Олимпијски поени | Такмичари | Такмичари | Такмичари |
| Спортска дисциплина              |                |                |                | 4.             | 5.             | 6.             | Олимпијски поени | Мушки     | Женске    | Укупно    |
| Алпско скијање (8)               | 0              | 0              | 0              | 0              | 0              | 0              | 0                | 4         | 2         | 6         |
| Биатлон (6)                      | 0              | 0              | 0              | 0              | 0              | 0              | 0                | 5         | 4         | 9         |
| Брзо клизање (6)                 | 0              | 0              | 0              | 0              | 0              | 0              | 0                | 1         | 1         | 2         |
| Уметничко клизање (2)            | 0              | 0              | 0              | 0              | 0              | 0              | 0                | 2         | 3         | 5         |
| Брзо клизање на кратке стазе (2) | 0              | 0              | 0              | 0              | 0              | 0              | 0                | 1         | 1         | 2         |
| Скијашко трчање (5)              | 0              | 0              | 0              | 0              | 0              | 0              | 0                | 1         | 1         | 2         |
|                                  |                |                |                |                |                |                |                  |           |           |           |
| Укупно                           | 0              | 0              | 0              | 0              | 0              | 0              | 0                | 13        | 11        | 24        |

## Скијање

### Алпско скијање
Жене
| Дисциплина            | Скијаш          | Резултат                  | Позиција          |
| --------------------- | --------------- | ------------------------- | ----------------- |
| Спуст, жене           | Анамарија Бониш | испала у 1. кругу         | испала у 1. кругу |
| Спуст, жене           | Вера Генци      | 1:55,33 (59,97 55,36)     | 32.               |
| Велеслалом, жене      | Анамарија Бониш | 2:37,00 (1:17,37 1:19,63) | 34.               |
| Велеслалом, жене      | Вера Генци      | испала у 2. кругу         | испала у 2. кругу |
| Супервелеслалом, жене | Анамарија Бониш | 1:37,68                   | 43.               |
| Супервелеслалом, жене | Вера Генци      | 1:37,90                   | 44.               |

Мушки
| Дисциплина                | Скијаш        | Резултат                  | Позиција          |
| ------------------------- | ------------- | ------------------------- | ----------------- |
| Алпска комбинација, мушки | Пиер Кесали   | 226,57                    | 34.               |
| Алпска комбинација, мушки | Петер Криштаљ | 265,18                    | 36.               |
| Спуст, мушки              | Петер Криштаљ | 2:00,83                   | 43.               |
| Слалом, мушки             | Атила Бониш   | 1:59,02 (59,54 59,48)     | 37.               |
| Слалом, мушки             | Пиер Кесали   | испало у 2. кругу         | испало у 2. кругу |
| Слалом, мушки             | Петер Криштаљ | 2:08:06 (1:03,17 1:04,89) | 43.               |
| Слалом, мушки             | Балаж Торнаи  | 2:00,52 (59,39 1:01,13)   | 38.               |
| Велеслалом, мушки         | Атила Бониш   | испало у 2. кругу         | испало у 2. кругу |
| Велеслалом, мушки         | Пиер Кесали   | 2:23,36 (1:12,73 1:10,63) | 42.               |
| Велеслалом, мушки         | Петер Криштаљ | 2:34,38 (1:18,34 1:16,04) | 56.               |
| Велеслалом, мушки         | Балаж Торнаи  | 2:29,71 (1:16,71 1:13,00) | 50.               |
| Супервелеслалом, мушки    | Атила Бониш   | 1:21,10                   | 56.               |
| Супервелеслалом, мушки    | Пиер Кесали   | 1:21,45                   | 57.               |
| Супервелеслалом, мушки    | Петер Криштаљ | 1:23,47                   | 65.               |
| Супервелеслалом, мушки    | Балаж Торнаи  | одустао                   | одустао           |

## Биатлон
Жене, Биатлон
| Дисциплина                  | Скијаш                                        | Резултат       | Позиција |
| --------------------------- | --------------------------------------------- | -------------- | -------- |
| Биатлон 7,5 km, жене        | Бригита Берецки                               | 29:42,6 (6)    | 61.      |
| Биатлон 7,5 km, жене        | Ана Божик                                     | 33:44,8 (4)    | 67.      |
| Биатлон 7,5 km, жене        | Каталин Цифра                                 | 32:04,4 (3)    | 65.      |
| Биатлон 7,5 km, жене        | Беатрикс Холеци                               | 32:44,5 (2)    | 66.      |
| Биатлон 15 km, жене         | Бригита Берецки                               | 59:18,2 (5)    | 44.      |
| Биатлон 15 km, жене         | Ана Божик                                     | 1:05:47,0 (10) | 66.      |
| Биатлон 15 km, жене         | Каталин Цифра                                 | одустала       | одустала |
| Биатлон 15 km, жене         | Беатрикс Холеци                               | 1:02:56,5 (4)  | 58.      |
| Биатлон 3×7,5 штафета, жене | Бригита Берецки Каталин Цифра Беатрикс Холеци | 1:31:31,0 (3)  | 16.      |

Мушки
| Дисциплина                   | Скијаш                                          | Резултат      | Позиција |
| ---------------------------- | ----------------------------------------------- | ------------- | -------- |
| Биатлон 10 km, мушки         | Ласло Фаркаш                                    | 31:43,6 (2)   | 82.      |
| Биатлон 10 km, мушки         | Тибор Геци                                      | 28:15,5 (1)   | 38.      |
| Биатлон 10 km, мушки         | Габор Мајер                                     | 29:55,6       | 69.      |
| Биатлон 10 km, мушки         | Јанош Пањик                                     | 30:13,0 (3)   | 73.      |
| Биатлон 20 km, мушки         | Ласло Фаркаш                                    | 1:10:54,3 (8) | 83.      |
| Биатлон 20 km, мушки         | Тибор Геци                                      | 1:03:56,3 (4) | 55.      |
| Биатлон 20 km, мушки         | Иштван Олах                                     | 1:09:08,6 (7) | 80.      |
| Биатлон 20 km, мушки         | Јанош Пањик                                     | 1:08:37,7 (8) | 78.      |
| Биатлон 4×7,5 штафета, мушки | Ласло Фаркаш Тибор Геци Габор Мајер Јанош Пањик | 1:32:50,7 (2) | 15.      |

### Скијашко трчање
Жене
| Дисциплина  | Скијаш    | Резултат | Позиција |
| ----------- | --------- | -------- | -------- |
| 5 km, жене  | Ана Божик | 18:29,0  | 59.      |
| 10 km, жене | Ана Божик | 36:39,8  | 54.      |
| 15 km, жене | Ана Божик | 56:46,6  | 48.      |

Мушки
| Дисциплина   | Скијаш      | Резултат | Позиција |
| ------------ | ----------- | -------- | -------- |
| 10 km, мушки | Иштван Олах | 37:37,7  | 100.     |
| 15 km, мушки | Иштван Олах | 16:47,3  | 85       |

## Брзо клизање
Жене
| Дисциплина    | Име           | Резултат | Позиција |
| ------------- | ------------- | -------- | -------- |
| 500 m, жене   | Кристина Еђед | 43,39    | 32.      |
| 1.000 m, жене | Кристина Еђед | 1:27,91  | 34.      |
| 1.500 m, жене | Кристина Еђед | 2:21,11  | 32.      |

Мушки
| Дисциплина     | Име          | Резултат | Позиција |
| -------------- | ------------ | -------- | -------- |
| 500 m, мушки   | Чаба Мадарас | 40,41    | 37.      |
| 1.000 m, мушки | Чаба Мадарас | 1:20,58  | 41.      |
| 1.500 m, мушки | Чаба Мадарас | 2:05,00  | 42.      |

## Брзо клизање на кратке стазе
Жене
| Дисциплина  | Име           | Резултат | Позиција |
| ----------- | ------------- | -------- | -------- |
| 500 m, жене | Тамара Касала | 52,53    | 24.      |

Мушки
| Дисциплина     | Име              | Резултат | Позиција |
| -------------- | ---------------- | -------- | -------- |
| 1.000 m, мушки | Тибор Кун Балинт | 1:36,86  | 25.      |

## Уметничко клизање
Жене
| Дисциплина        | Пар           | Резултат | Позиција |
| ----------------- | ------------- | -------- | -------- |
| Појединачно, жене | Кристина Цако | 32,50    | 23.      |

Плесни парови
| Пар                            | Дисциплина    | Резултат | Позиција |
| ------------------------------ | ------------- | -------- | -------- |
| Клара Енги Атила Тот           | Плесни парови | 13,6     | 7.       |
| Регина Вудвард Чаба Сентпетери | Плесни парови | 29,00    | 14.      |